# 中国海关出版社
中国海关出版社是中华人民共和国的一家出版社，成立于2000年6月，社址位于北京市，由中华人民共和国海关总署主管主办。